# بوتاكلور
بوتاكلور مبيد أعشاب من فئة الأسيتانيليد. يتم استخدامه كمبيد أعشاب انتقائي سابق للظهور. يستخدم على نطاق واسع في الهند على شكل حبيبات في الأرز كمبيد أعشاب بعد ظهوره.